# Chiara di notte

Chiara di notte (Clara... de noche), è una serie a fumetti di genere umoristico ideata e scritta da Carlos Trillo ed Eduardo Maicas e disegnata da Jordi Bernet.

## Storia editoriale
La serie è costituita da storie molto brevi, in genere di due tavole, e venne pubblicata dal 1991 sulla rivista spagnola El Jueves e sul quotidiano argentino Página 12; venne pubblicata l'anno successivo anche in Italia dall'Eura Editoriale sul settimanale Skorpio e successivamente in volumi nelle collane Euramaster, Euracomix e AureaComix. Del 2023 le raccolte della Editoriale Cosmo all'interno della collana I Grandi Maestri.

## Trama
La protagonista della serie è Chiara, una bella ragazza alta, coi lunghi capelli neri, fisicamente ispirata alla pin-up Bettie Page, che si dedica alla prostituzione. Instaura rapporti cordiali coi clienti ed è sempre attenta a non farsi raggirare; ha un figlio, Paolino (Pablito nelle edizioni Cosmo), avuto in seguito a uno stupro, che cerca di allevare nel modo migliore; fra le sue colleghe, ha stretto amicizia con Virginia. Ha provato varie volte a cambiare lavoro ma inutilmente.